# Chiesa di San Venceslao (Dubá)
La chiesa di San Venceslao (in ceco Kostel svatého Václava) è la parrocchiale che si trova a Deštná, frazione di Dubá, comune del Distretto di Česká Lípa, nella Regione di Liberec, Repubblica Ceca. La parrocchia appartiene alla diocesi di Litoměřice, suffraganea dell'arcidiocesi di Praga. Il primo luogo di culto, romanico, venne edificato sul sito entro il XIII secolo mentre la sua ricostruzione risale al XVIII secolo. Viene considerata un monumento culturale nazionale.

## Storia

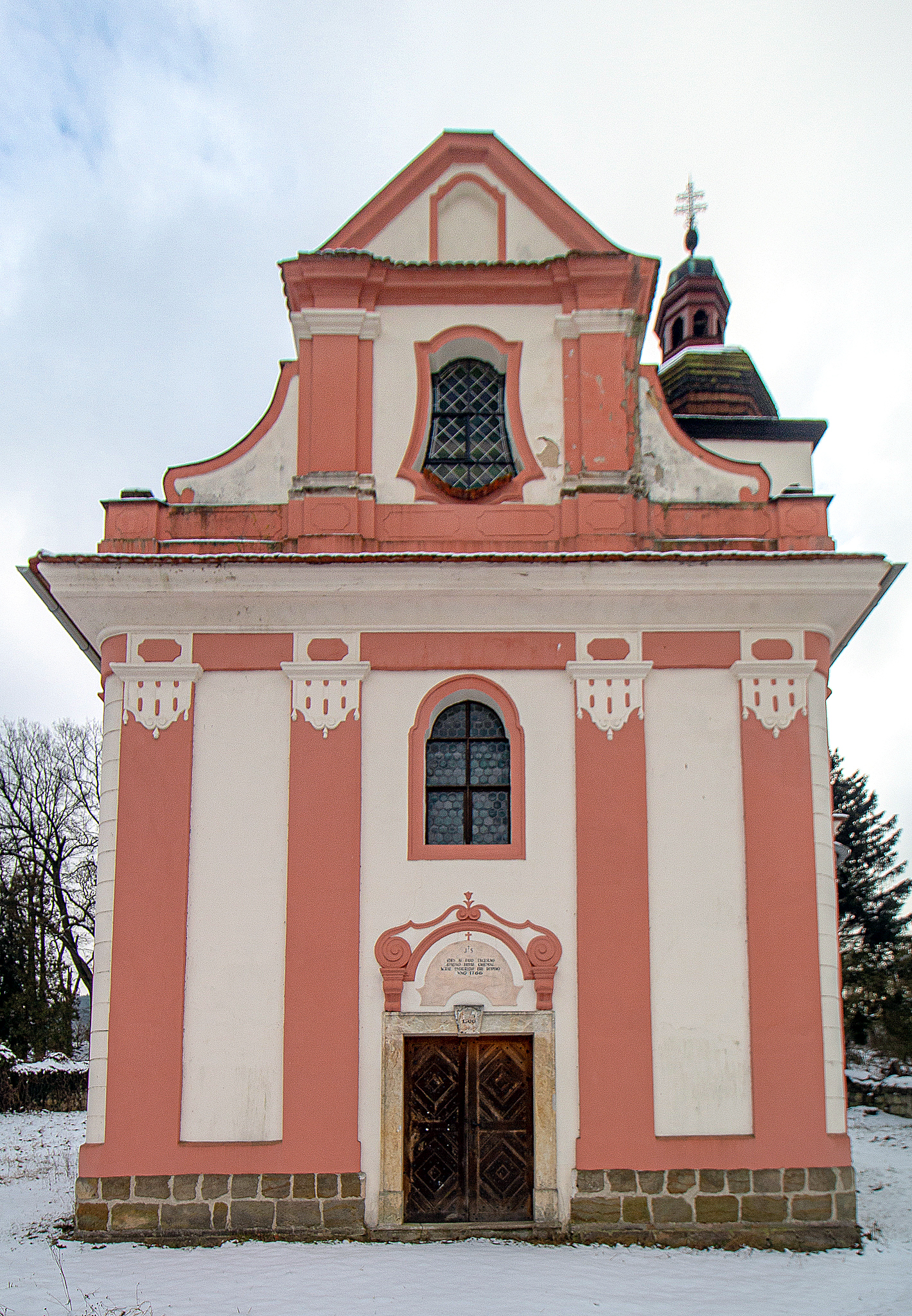
Facciata della chiesa

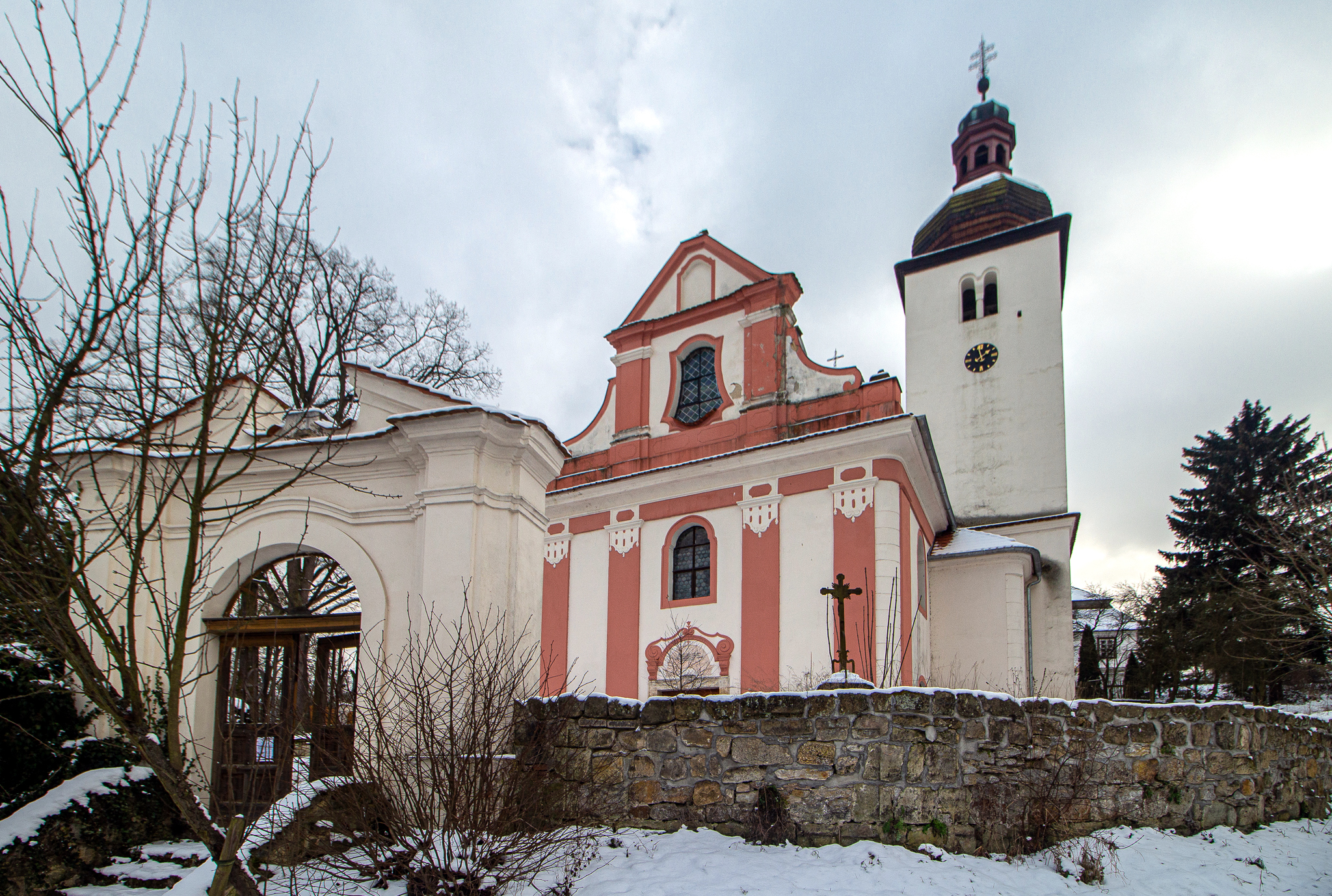
Portale di accesso all'area cimiteriale con il muro di cinta e la struttura della chiesa con la sua torre campanaria

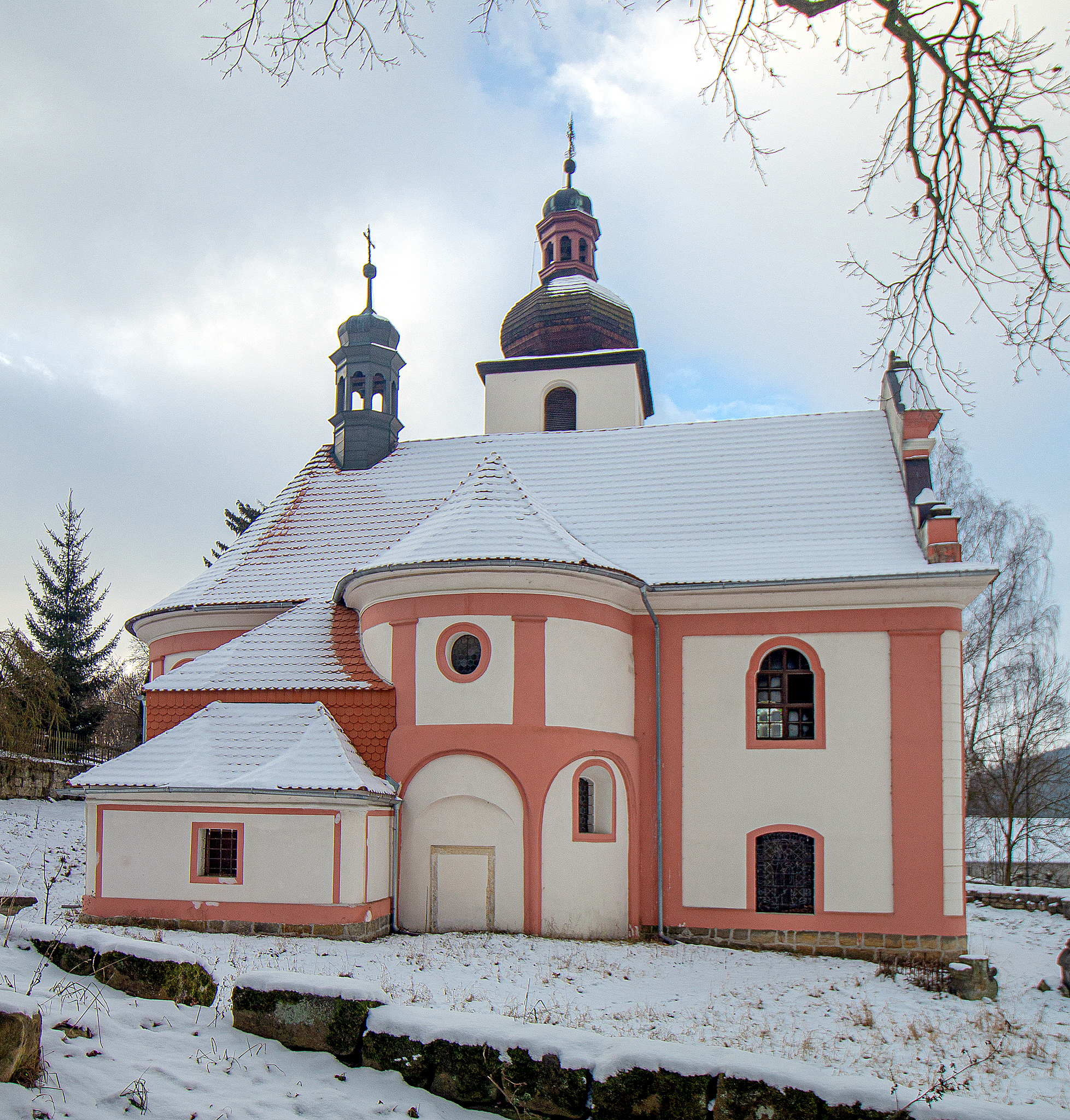
Parte laterale sinistra della struttura. Sono riconoscibili le forme della cappella laterale che in origine costituiva l'abside della chiesa romanica primitiva

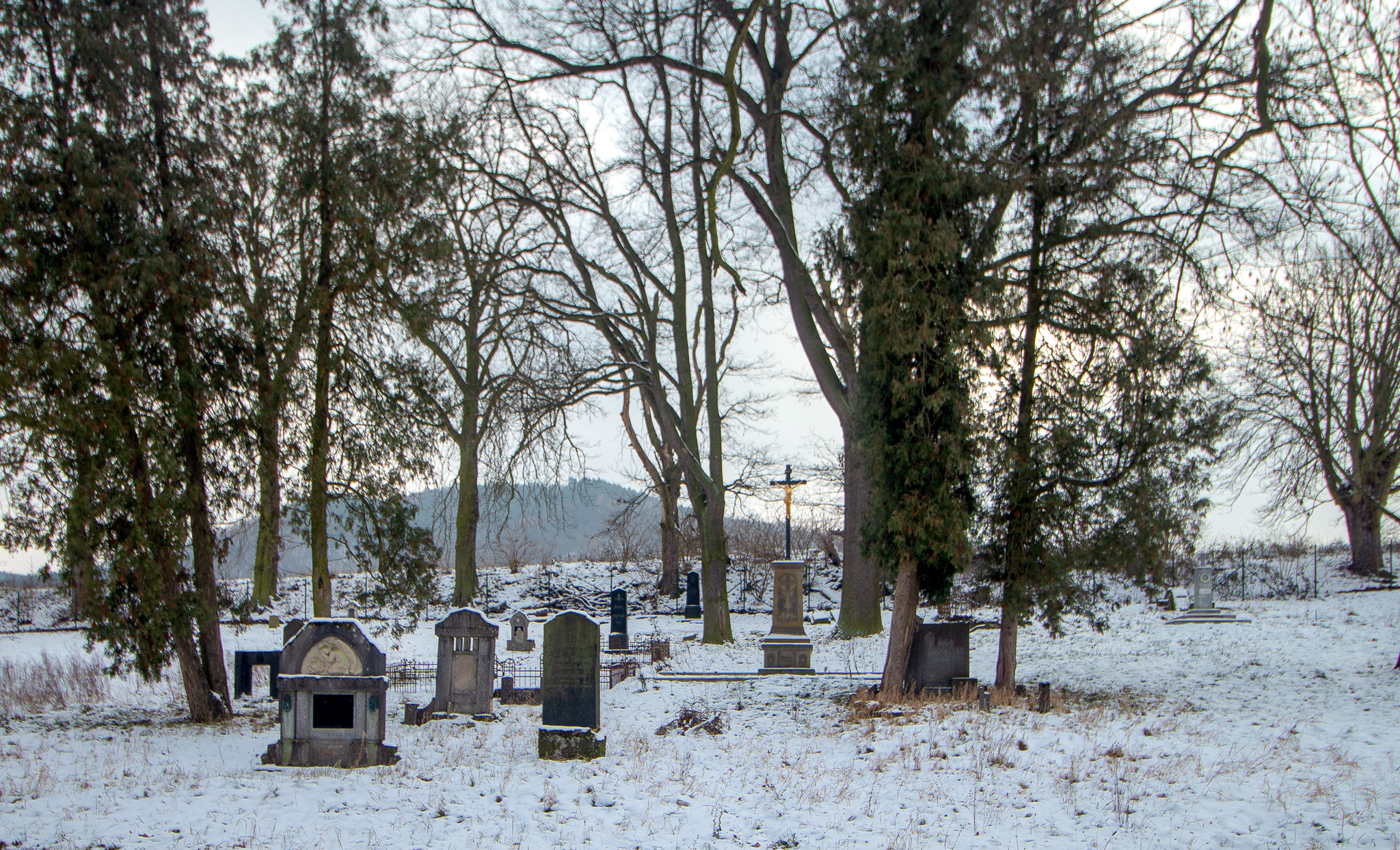
Area cimiteriale che si trova attorno alla chiesa

La chiesa romanica originaria che si trovava sul sito era orientata tradizionalmente verso est, e venne costruita prima del 1230. Tra il 1763 e il 1766 la chiesa fu oggetto di una quasi completa ricostruzione secondo lo stile barocco e in tale momento storico venne operato anche il rionteriamento della sua navata che si trovò ad essere perpendicolare rispetto alla situazione precedente, e la navata originaria venne demolita. Della struttura originale vennero conservati l'abside, la torre campanaria con finestre a bifora e altri piccoli dettagli costruttivi, tutti in stile romanico. Nel 1817 fu aggiunta la sagrestia. Gli ultimi importanti interventi strutturali sull'edificio risalgono al 1882.

## Descrizione

### Esterni
La chiesa di San Venceslao si trova nella piccola frazione di Deštná, a sud ovest del centro abitato di Dubá, comune della Regione di Liberec nella Repubblica Ceca. Mostra orientamento verso sud. La struttura nel suo insieme è barocca ma conserva parti romaniche come il campanile e l'antico abside, divenuto nella struttura recente una cappella laterale. La facciata è rivolta a nord, è caratterizzata dalle quattro lesene che la delimitano in tre parti. Nella parte centrale si trova il portale di accesso architravato sormontato in asse dalla finestra con cornice superiore curvilinea che porta luce alla sala. La torre campanaria si trova in posizione arretrata, sulla destra. Attorno alla chiesa si trova il piccolo cimitero della comunità.

### Interni
La navata interna è unica, ampliata dalla cappella laterale di origine romanica. Nella sala si conservano il pulpito tardo rinascimentale, il fonte battesimale in pietra risalente al XVII o al XVIII secolo. Il complesso della chiesa è completato dalla canonica barocca.

### Monumento nazionale culturale della Repubblica Ceca
La tutela dei monumenti della Repubblica Ceca considera la chiesa di San Venceslao nella frazione di Deštná a Dubá un monumento culturale nazionale tutelato col numero di catalogo 1000159083. Oggetto di tutela sono la chiesa e il terreno che la circonda sul quale è situato il cimitero.